# Sergei Wiktorowitsch Ugrjumow
Sergei Wiktorowitsch Ugrjumow (russisch Сергей Викторович Угрюмов, wiss. Transliteration Sergej Viktorovič Ugrjumov; * 24. Januar 1971 in Chabarowsk, Region Chabarowsk, RSFSR, Sowjetunion) ist ein russischer Theater- und Filmschauspieler.

## Leben
Ugrjumow wurde am 24. Januar 1971 in Chabarowsk als Sohn eines Militärangehörigen geboren. Nach dessen Pensionierung zog die Familie nach Kamyschin in der Oblast Wolgograd. 1988 machte er seinen Abschluss an der dortigen Sekundarschule Nr. 12 und schrieb sich als Student an einer Theaterschule in Kasan ein. Ein Jahr später unternahm er seinen ersten Versuch, an Moskauer Theateruniversitäten aufgenommen zu werden, kehrte jedoch nach Kasan zurück und arbeitete als Lader in einer Schießpulverfabrik. 1994 absolvierte er die Schauspielabteilung der Moskauer Kunsttheaterschule und wurde unter der Leitung von Oleg Pawlowitsch Tabakow in die Truppe des Moskauer Studiotheaters aufgenommen. 2005 wurde er als Verdienter Künstler der Russischen Föderation ausgezeichnet.
Nachdem Ugrjumow bereits in den 1990er Jahren und den 2000er Jahren in Film- und Serienproduktionen mitwirkte, war er ab 2010 regelmäßig auch in größeren Film- und Fernsehserienproduktionen zu sehen. 2010 spielte er im Fantasyfilm Dark World – Das Tal der Hexenkönigin die Rolle des Aleksander Wolkow. In den folgenden Jahren übernahm er mehrere wiederkehrende Rollen in Miniserien.

## Filmografie (Auswahl)
- 1992: Zvezdnyy chas po mestnomu vremeni (Звездный час по местному времени)
- 2001: Dalnoboyshchiki (Дальнобойщики, Fernsehserie, 2 Episoden)
- 2002: Kamenskaya – 2 (Kamenskaya: Ukradennyy son/Каменская – 2, Fernsehserie, 4 Episoden)
- 2009: Pelagiya i belyy buldog (Пелагия и белый бульдог, Miniserie, 9 Episoden)
- 2010: Dark World – Das Tal der Hexenkönigin (Temnyy mir/Тёмный мир)
- 2011: Cash (Bablo/Бабло)
- 2018: Operatsiya «Satana» (Операция «Сатана», Miniserie, 6 Episoden)
- 2019: Mosgaz: Formula mesti (Мосгаз. Формула мести, Miniserie, 3 Episoden)
- 2019: Odessa Steamer (Odesskiy parokhod/Одесский пароход, Fernsehfilm)
- 2020: Katran (Катран, Miniserie, 5 Episoden)
- 2020: Kazanova (Казанова, Fernsehserie, 8 Episoden)
- 2021: Mosgaz. Zapadnya (Мосгаз. Западня, Miniserie, 6 Episoden)